# Iva Jovic
Iva Jovic (Torrance, 6 december 2007) is een tennisspeelster uit de Verenigde Staten van Amerika.

## Persoonlijk
Jovic is een dochter van Servische immigranten, die vlak voor haar geboorte naar de Verenigde Staten verhuisden.

## Loopbaan
In 2022 speelde Jovic in Los Angeles haar eerste wedstrijd op het prof-circuit, waar zij meteen de finale bereikte.
In 2023 won zij haar eerste ITF-titel op een 25k$-toernooi in Redding (Californië). Van maart tot augustus was zij geblesseerd vanwege een stressfractuur.
In 2024 won Jovic met Tyra Caterina Grant het meisjes-dubbelspeltoernooi van het Australian Open en van Wimbledon. Later dat jaar speelde Jovic op het US Open haar grandslamdebuut met een wildcard in zowel het enkelspel als het dubbelspel. Ook in het gemengd dubbelspel kreeg zij samen met Kaylan Bigun een wildcard. Zij kwamen er tot de tweede ronde.
In 2025 kreeg Jovic voor het Australian Open een wildcard en kwam zij tot in de tweede ronde. In maart kwam zij binnen op de mondiale top 150 in het enkelspel; in juni op de top 100, na het winnen van het WTA 125-toernooi van Ilkley.

## Posities op deWTA-ranglijst
Positie per einde seizoen:
| jaar | rang enkelspel | rang dubbelspel |
| ---- | -------------- | --------------- |
| 2023 | 647            | –               |
| 2024 | 206            | 759             |

## Resultaten grandslamtoernooien
| Legenda | Legenda                          |
| ------- | -------------------------------- |
| g.t.    | geen toernooi gehouden           |
| l.c.    | lagere categorie                 |
| –       | niet deelgenomen                 |
| G       | uitgeschakeld in de groepsfase   |
| 1R      | uitgeschakeld in de eerste ronde |
| 2R      | uitgeschakeld in de tweede ronde |
| 3R      | uitgeschakeld in de derde ronde  |
| 4R      | uitgeschakeld in de vierde ronde |
| KF      | uitgeschakeld in de kwartfinale  |
| HF      | uitgeschakeld in de halve finale |
| F       | de finale verloren               |
| W       | het toernooi gewonnen            |
| w-v     | winst/verlies-balans             |

### Enkelspel
| toernooi        | 2024 | 2025 |
| --------------- | ---- | ---- |
| Australian Open | –    | 2R   |
| Roland Garros   | –    | 2R   |
| Wimbledon       | –    | 1R   |
| US Open         | 2R   |      |

### Vrouwendubbelspel
| toernooi        | 2024 |
| --------------- | ---- |
| Australian Open | –    |
| Roland Garros   | –    |
| Wimbledon       | –    |
| US Open         | 1R   |

### Gemengd dubbelspel
| toernooi        | 2024 |
| --------------- | ---- |
| Australian Open | –    |
| Roland Garros   | –    |
| Wimbledon       | –    |
| US Open         | 2R   |

## Palmares
| Legenda                 |
| ----------------------- |
| Grandslamtoernooi       |
| Olympische Spelen       |
| Year-End Championships  |
| Premier Mandatory       |
| Premier Five / WTA 1000 |
| Premier / WTA 500       |
| International / WTA 250 |
| Challenger / WTA 125    |

### WTA-finaleplaatsen enkelspel
| nr.              | finale     | toernooi   | ondergrond | tegenstandster | score    |         |
| ---------------- | ---------- | ---------- | ---------- | -------------- | -------- | ------- |
| gewonnen finales |            |            |            |                |          |         |
| 1.               | 2025-06-15 | WTA Ilkley | gras       | Rebecca Marino | 6-1, 6-3 | details |
| verloren finales |            |            |            |                |          |         |
| geen             |            |            |            |                |          |         |